# Hokej na trawie na Letnich Igrzyskach Olimpijskich 1980
Hokej na trawie na Letnich Igrzyskach Olimpijskich 1980 w Moskwie rozgrywany był w dniach 20 - 31 lipca. Po raz pierwszy w historii udział wzięli zarówno mężczyźni, jak i kobiety. W obydwu turniejach wystartowało po 6 drużyn. Mecze odbywały się na Stadionie Młodych Pionierów.

## Zestawienie końcowe

### Kobiety
- 1. Zimbabwe
- 2. Czechosłowacja
- 3. ZSRR
- 4. Indie
- 5. Austria
- 6. Polska

### Mężczyźni
- 1. Indie
- 2. Hiszpania
- 3. ZSRR
- 4. Polska
- 5. Kuba
- 6. Tanzania

## Medaliści
| Konkurencja | Złoto | Srebro | Brąz |
| Kobiety     | Zimbabwe · Sarah English, Maureen George, Ann Grant, Susan Huggett, Patricia McKillop, Brenda Phillips, Christine Prinsloo, Sonia Robertson, Anthea Stewart, Helen Volk, Linda Watson, Elizabeth Chase, Sandy Chick, Gillian Cowley, Patricia Davies ·                                                         | Czechosłowacja · Milada Blažková, Jiřina Čermáková, Jiřina Hájková, Berta Hrubá, Ida Hubáčková, Jiřina Kadlecová, Jarmila Králíčková, Jiřina Křížová, Alena Kyselicová, Jana Lahodová, Květoslava Petříčková, Viera Podhányiová, Iveta Šranková, Marie Sýkorová, Marta Urbanová, Lenka Vymazalová · | ZSRR · Walentina Zazdrawnych, Tatjana Szwyganowa, Galina Wiużanina, Tatjana Jembachtowa, Alina Kham, Natella Krasnikowa, Nadieżda Owieczkina, Nelli Gorbatkowa, Jelena Gurjewa, Galina Inżuwatowa, Nadieżda Filippowa, Ludmiła Frolowa, Lidija Głubokowa, Lejla Achmerowa, Natalja Buzunowa, Natalja Bykowa          |
| Mężczyźni   | Indie · Allan Schofield, Bir Bhadur Chettri, Sylvanus Dung Dung, Rajinder Singh, Davinder Singh, Gurmail Singh, Ravinder Pal Singh, Vasudevan Baskaran, Sommayya Maneypande, Maharaj Krishan Kaushik, Charanjit Kumar, Merwyn Fernandes, Amarjit Singh Rana, Mohamed Shahid, Zafar Iqbal, Surinder Singh Sodhi | Hiszpania Juan Amat, Juan Arbós, Jaime Arbós, Javier Cabot, Ricardo Cabot, Miguel Chaves, Juan Coghen, Miguel de Paz, Francisco Fábregas, José Garcia, Rafael Garralda, Santiago Malgosa, Paulino Monsalve, Juan Pellón, Carlos Roca, Jaime Zumalacárregui                                          | ZSRR · Władimir Pleszakow, Wiaczesław Łampiejew, Leonid Pawłowskij, Sos Ajrapetian, Farit Zigangirow, Walerij Belakow, Sergiej Klewcow, Oleg Zagorodniew, Aleksandr Gusiew, Sergiej Pleszakow, Michaił Niczepurenko, Minneuła Azizow, Aleksandr Sycziow, Aleksandr Miasnikow, Wiktor Deputatow, Aleksandr Gonczarow. |